# Bérgavallér
A Bérgavallér (eredeti cím: Fading Gigolo) 2013-ban bemutatott amerikai romantikus filmvígjáték, melyet John Turturro írt és rendezett. A főbb szerepekben Turturro, Woody Allen, Sharon Stone, Sofía Vergara, Vanessa Paradis, Liev Schreiber és Eugenia Kuzmina látható.
Világpremierje 2013. szeptember 7-én volt a Torontói Nemzetközi Filmfesztiválon. Az amerikai mozikban 2014. április 18-án mutatták be, összességében vegyes kritikai reakciók mellett.

## Cselekmény
Dr. Parker jómódú bőrgyógyász. Megemlíti páciensének, Murraynek, hogy egy barátnőjével, Selimával szeretnék kipróbálni a hármas szexet és megkérdezi Murrayt, ismer-e esetleg ehhez alkalmas férfit. Murray, akinek a könyvesboltja éppen nemrég ment csődbe, barátját és volt alkalmazottját, Fioravantét beszéli rá a dologra – mivel mindketten pénzszűkében vannak. Nemsokára jövedelmező üzletet építenek, melyben Fioravante a dzsigoló, akit Murray futtat. Murray egy Othella nevű nővel és annak gyerekeivel él. Amikor az egyik gyerek tetves lesz, elviszi őt kezelésre Avigalhez, egy néhai haszid zsidó rabbi vonzó özvegyéhez.
Murray mesél a nőnek Fioravantéról, azt állítva, hogy masszázsterapeuta és segíteni tud a magányos nőnek gyásza feldolgozásában. Avigal találkozik is a férfival, de szigorú vallásossága miatt kezet sem hajlandó fogni vele, a hátát azonban engedi megmasszírozni. Az érintéstől elsírja magát, mert férje két évvel korábban bekövetkezett halála óta senki sem érintette meg. Dovi, egy ortodox zsidó polgárőrség, a Shomrim tagja a brooklyini Williamsburgben. Szerelmes Avigalbe, de ő tartózkodóan fogadja közeledési próbálkozásait, így a féltékeny Dovi követni kezdi Murrayt. Fioravante és Avigal többször is találkoznak, végül egy parkban meg is csókolják egymást.
Fioravante megjelenik a régóta tervezett édeshármas helyszínén, de képtelen teljesíteni az ágyban. A két nő boldogan felismeri az igazságot: Fioravante szerelmes. Murrayt egy csoport haszid zsidó elrabolja és a Beth Din elé viszik kihallgatásra. Avigal félbeszakítja a tárgyalást és bevallja, hogy megszegte a vallási előírásokat, magányosságával magyarázva tettét. Avigal elfogadja hódolójának Dovit és elviteti vele magát Fioravantéhoz, elbúcsúzni tőle.  
Fioravante el akarja hagyni a várost, de fontolóra veszi döntését, miután egy kávézóban találkozik egy gyönyörű nővel.

## Szereplők
| Szerep          | Színész           | Magyar hang         |
| --------------- | ----------------- | ------------------- |
| Fioravante      | John Turturro     | Schnell Ádám        |
| Murray Schwartz | Woody Allen       | Szacsvay László     |
| Dr. Parker      | Sharon Stone      | Fehér Anna          |
| Selima          | Sofía Vergara     | Pikali Gerda        |
| Avigal          | Vanessa Paradis   | Zsigmond Tamara     |
| Dovi            | Liev Schreiber    | Barabás Kiss Zoltán |
| Olga            | Eugenia Kuzmina   |                     |
| Othella         | Tonya Pinkins     |                     |
| pultos          | Max Casella       |                     |
| sofőr felesége  | Aida Turturro     |                     |
| Sol             | Bob Balaban       | Fazekas István      |
| ideges sofőr    | Michael Badalucco |                     |
| főrabbi         | David Margulies   | Kajtár Róbert       |
| tai chizó nő    | Aurélie Claudel   |                     |
| Loan            | Loan Chabanol     |                     |

## Bemutató
2013. szeptember 8-án mutatták be, a 13. Torontói Nemzetközi Filmfesztivál különleges szekciójában. Az Amerikai Egyesült Államokban korlátozott mozibemutatót kapott, 2014. április 18-án debütált a filmszínházakban.

## Fogadtatás

### Bevételi adatok
Az észak-amerikai mozikban 3 769 873, míg nemzetközileg 18 936 431 dolláros bevételt termelt. Összbevétele így 22 706 304 dollár lett.

### Kritikai visszhang
A film vegyes kritikákat szerzett. A Rotten Tomatoes 147 kritikus véleményét összegezve 54%-os értékelést adott rá. A szöveges kritikai összefoglaló szerint „bevallottan vulgáris és komikus – a Bérgavallér megfelelően kihasználja a főszereplő páros tagjai közti szórakoztató kémiát.”
Geoffrey Macnab (The Independent) ötből háromra értékelte a filmet. Szerinte „Turturro trükkje, hogy fog néhány sztereotip karaktert és azokat szokatlan, meglepő módon ábrázolja.” A forgatókönyvet ugyanakkor kritizálta, amiért az nem fejt ki bővebben bizonyos részleteket, például Murray családi életét. Szintén pozitív kritikájában Peter Debruge, a Variety cikkírója méltatta Turturrót: „John Turturro érzékenységet és intelligenciát visz bele egy olyan témába, amely borzasztóan rosszul sülhetett volna el ebben a filmben”

## Fordítás
- Ez a szócikk részben vagy egészben  a   Fading Gigolo című angol Wikipédia-szócikk fordításán alapul.  Az eredeti cikk szerkesztőit annak laptörténete sorolja fel. Ez a jelzés csupán a megfogalmazás eredetét és a szerzői jogokat jelzi, nem szolgál a cikkben szereplő információk forrásmegjelöléseként.